# 奧馬哈級輕巡洋艦
奥马哈级巡洋舰（英語：Omaha-class cruiser）是美国海军建造的一级輕巡洋艦，也是二战爆发时仍在服役的最旧一级巡洋舰。

## 历史与服役经历

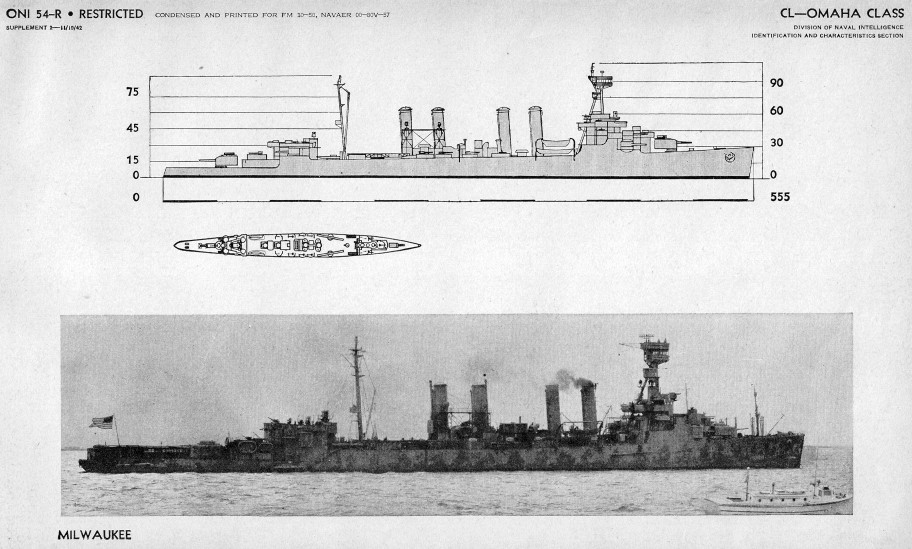
1942年奥马哈级巡洋舰识别图

### 历史
1915年，美國海軍通過一項造艦計畫，預定在5年內建设出與英國皇家海軍相近規模的艦隊，無論歐洲戰場的勝利者是誰，美軍都有能力予以抗衡。
1915年1月的军事演习暴露了美国大西洋舰队缺乏高机动性巡洋舰来侦察敌军方位并掩护友军部队。1917年偵查巡洋艦初期基本概念訂出的性能規格是極速30節、配備6門6英吋艦砲，總排水量8,000噸。但美軍到歐洲考察英德兩國的新銳巡洋艦實際状况後，調高了技術標準，同時取消了置于側舷的主炮，而將火力置於艦首與艦艉炮座，無論在追擊或是撤退時都維持較強火力。为主力舰队侦察而建造的奥马哈级巡洋舰以其35節（65每小時；40英里每小時）的较高航速配合驱逐舰行动，直径6英寸（152）的舰炮用以消灭阻止侦察的驱逐舰。相较于7,050長噸（7,160公噸）的重量，它们仅长555英尺（169） 。
奥马哈级轻巡洋舰是针对英国皇家海军C級輕巡洋艦的子艦級半人馬級而设计的。尽管多数人认为英美两国之间不可能发生战争，但是直到20世纪30年代中叶，美国海军的指挥官仍认为英国舰队在大西洋地区对美国构成了严重威胁，值得采取适当措施应对。
奧哈馬級在1918年12月德國宣布休戰前只開工2艘，還有8艘尚未開工，且經過一戰的經驗，美國海軍亦理解奧哈馬級的設計理念不足應付未來海戰；雖然在1920年10月海軍曾希望暫時停止尚未下水的8艘同級艦建造計畫進行設計修正，但最後為了避免美國國會在戰後裁軍潮中刪除造艦預算，仍然決定按照原設計建造後續8艘艦艇。但在後續艦艇建造時仍進行了一些修正，這導致奧哈馬級存在著船體超載的毛病。
在珍珠港事件中，底特律号和罗利号都停泊在珍珠港，但只有罗利号被鱼雷击中。而在袭击中，只有底特律号、圣路易斯号和凤凰城号离开了港口。

### 服役经历
奥马哈级舰只大部分部署在二级战区。因其能力有限，不太可能经得起考验。奥马哈级的任务包括在南美洲东西海岸巡逻、在远离战场前线的南太平洋参与护航以及在阿留申群岛和千岛群岛沿线护卫。二战期间，奥马哈级执行过的任务中，最重要的是馬布爾黑德号参与的荷属东印度群岛周围的早期战役（最著名的是望加锡海峡战役）以及列治文号参与的科曼多尔群岛海战。
奥马哈级巡洋舰没有战时损失，仅有两起战时损伤，分别为罗利号在珍珠港被鱼雷击中、马布尔黑德号在望加锡海峡战役损伤。
二战结束后，奥马哈级巡洋舰被认为已经过时，在日本投降后的七个月内退役并被拆解（密尔沃基号除外，它被借予苏联海军，1949年归还美国海军后退役）。

## 设计
奥马哈级巡洋舰安装了四个烟囱，与克莱蒙森级驱逐舰十分相似。奧马哈級的初期火力配置是10門6英寸53倍径舰炮，其中8門裝設在前後舷的城廓式炮座內，2門露天裝設在舰体前后；不過在開工後變更設計，露天炮座更換成雙連裝封閉式艦炮，所以主炮總數增加為12門，奧马哈級的設計確保了無論從哪個方向開火都可有8門主砲進行火力投射。1920年奥马哈號巡洋舰（C-4和后来的CL-4）下水时她是最后一款采用舷炮齐射戰術设计的巡洋舰。因此在外觀上與當時新式巡洋艦相比有些過時。
奥马哈级巡洋舰还加装了鱼雷发射管和水听器装置，在必要時也可以搭載244枚水雷進行布雷任務。但由于船舶中部结构设计的改变，1920年下水的舰只严重超载。舰只的隔热性能太差，因而不能适应过高或过低的温度。为增加航速，设计时减小了重量，導致軍艦的適居性下降。此外，因為船體超载使得設計時預留的乾舷高度不足，乾舷過低的問題使得高速航行時海水會從艦艏、魚雷發射管所在的船艙與艦艉滲入。 而這些滲入的海水則會灌入裝載燃料的油艙內，導致燃油被海水汙染。
奥马哈级的抗戰損設計使用了當時的嶄新佈局，她是第一艘採用輪機交叉配置（船艙採鍋爐、蒸氣渦輪引擎、鍋爐、蒸氣渦輪引擎的順序安排）的軍艦，這讓軍艦不會被在任何一處輪機部位中彈即失去全艦動力。主砲彈藥庫則配置在艦體中心線區域，位置在吃水線以下。奧哈馬級的船艙設計安全性上比以往巡洋艦要好，但会导致主甲板下方和后方无任何水密隔舱。虽存在这些缺点，美国海军仍然以奥马哈级巡洋舰为傲。

### 戰時改裝
奥马哈级巡洋舰最初设计时定位為偵查巡洋艦：在艦隊作戰时作为舰队的前锋，帮助主力舰队抵御敌方驱逐舰的进攻。但是，随着战术侦察纳入巡洋舰的工作范畴，偵查巡洋艦之任務被华盛顿海军条约所創造的重巡洋舰給接手。因此奥马哈级转而执行掩護舰队主力的任务。而奧哈馬級的火力與航速表現備受艦隊指揮官們的信賴。
在1926年，美軍下令奧哈馬級撤除水雷施放軌與儲藏功能。1920年代後期，奧哈馬級加裝水上飛機與彈射器。1933年起，奧哈馬級開始增加防空火力，最初是安裝2門3英吋高射砲，1934年時增至8門。
由於在甲板上裝載的水上飛機設備除了增加吃水，也讓船艦重心上移，低乾舷設計導致位置較低的城廓式主炮難以射擊；為了改善吃水與船體復原性，海軍在1939年拆除了魚雷發射管，並封閉了該處原有的開口、同時被拆除的還有艦艉位置較低的2座城廓式主炮，砲座位置被封閉覆蓋。
奥马哈级巡洋舰是1941年美國開戰時最為老舊的巡洋艦。在戰爭期間主要改造集中在增加防空火力。除了雷達，最初增強防空火網的努力是安裝3座四連裝28毫米75倍徑高射機炮，但這款武器被認定為不實用後，隨後即已量產的雙連裝波佛斯40公釐高射砲取代，此外還配置了大量的厄利孔20毫米機炮。

## 同级舰
已建造完毕的奥马哈级巡洋舰包括：
| 舰名         | 舷号  | 建造商             | 命名来源   | 架设           | 下水           | 服役          | 退役           | 结局                                        |
| ------------ | ----- | ------------------ | ---------- | -------------- | -------------- | ------------- | -------------- | ------------------------------------------- |
| 奧马哈号     | CL-4  | 托德乾塢與建設公司 | 奥马哈     | 1918年12月6日  | 1920年12月14日 | 1923年2月24日 | 1945年11月1日  | 1945年11月28日除名，1946年2月报废           |
| 密尔沃基号   | CL-5  | 托德乾塢與建設公司 | 密尔沃基   | 1918年12月13日 | 1922年3月24日  | 1923年6月20日 | 1949年3月16日  | 1949年3月18日除名，1949年12月10日作废品出售 |
| 辛辛那提号   | CL-6  | 托德乾塢與建設公司 | 辛辛那提   | 1920年5月15日  | 1921年5月23日  | 1924年1月1日  | 1945年11月1日  | 1946年2月报废                               |
| 罗利号       | CL-7  | 伯利恆造船公司     | 罗利       | 1920年8月16日  | 1922年10月25日 | 1924年2月6日  | 1945年11月2日  | 1945年11月28日除名，1946年2月报废           |
| 底特律号     | CL-8  | 伯利恆造船公司     | 底特律     | 1920年11月10日 | 1922年6月29日  | 1923年7月31日 | 1946年1月11日  | 1946年1月21日除名，1946年2月报废            |
| 列治文号     | CL-9  | 克雷普父子造船公司 | 列治文     | 1920年2月16日  | 1921年9月29日  | 1923年7月2日  | 1945年12月21日 | 1946年1月21日除名，1946年12月18日作废品出售 |
| 康科德号     | CL-10 | 克雷普父子造船公司 | 康科德     | 1920年3月29日  | 1921年12月15日 | 1923年11月3日 | 1945年12月12日 | 1946年1月8日除名，1947年1月21日作废品出售   |
| 特倫頓号     | CL-11 | 克雷普父子造船公司 | 特伦顿     | 1920年8月18日  | 1923年4月16日  | 1924年4月19日 | 1945年12月20日 | 1946年1月21日除名，1946年12月29日作废品出售 |
| 馬布爾黑德号 | CL-12 | 克雷普父子造船公司 | 馬布爾黑德 | 1920年8月4日   | 1923年10月9日  | 1924年9月8日  | 1945年11月1日  | 1945年11月28日除名，1946年2月27日报废       |
| 孟菲斯号     | CL-13 | 克雷普父子造船公司 | 孟菲斯     | 1920年10月14日 | 1924年4月17日  | 1924年2月4日  | 1945年12月17日 | 1946年1月8日除名，1947年12月18日作废品出售  |